# 安井香織
安井 香織（やすい かおり）は、日本のフリーアナウンサー。

## 来歴・人物
- 東京都出身。東京大学、東京大学大学院を卒業。

## 担当番組
過去の担当番組
- NHK『ならナビ（奈良県内向けの放送）』（2009年3月27日まで）
- NHK『ぐるっと関西おひるまえ』（関西地区のみ放送）